# Нуя
Нуя — река в России, протекает в Мордовии, правый приток Алатыря. Длина реки составляет 74 км, площадь водосборного бассейна — 1050 км².

## Течение
Река берёт начало на Приволжской возвышенности в Чамзинском районе в 6 км к востоку от райцентра, посёлка Чамзинка. Высота истока — 257,0 м над уровнем моря. Верхнее течение реки лежит в Чамзинском районе, среднее — в Атяшевском, нижнее — в Ичалковском. Генеральное направление течения — северо-запад. На реке стоит посёлок городского типа Комсомольский, сёла Киржеманы, Апраксино, Знаменское (Чамзинский район); Ахматово, Киржеманы, Низовка (Атяшевский район); Инелей и Селищи (Ичалковский район).
Впадает в Алатырь в селе Тарханово. Ширина реки у устья — 10-15 метров.

## Притоки (км от устья)

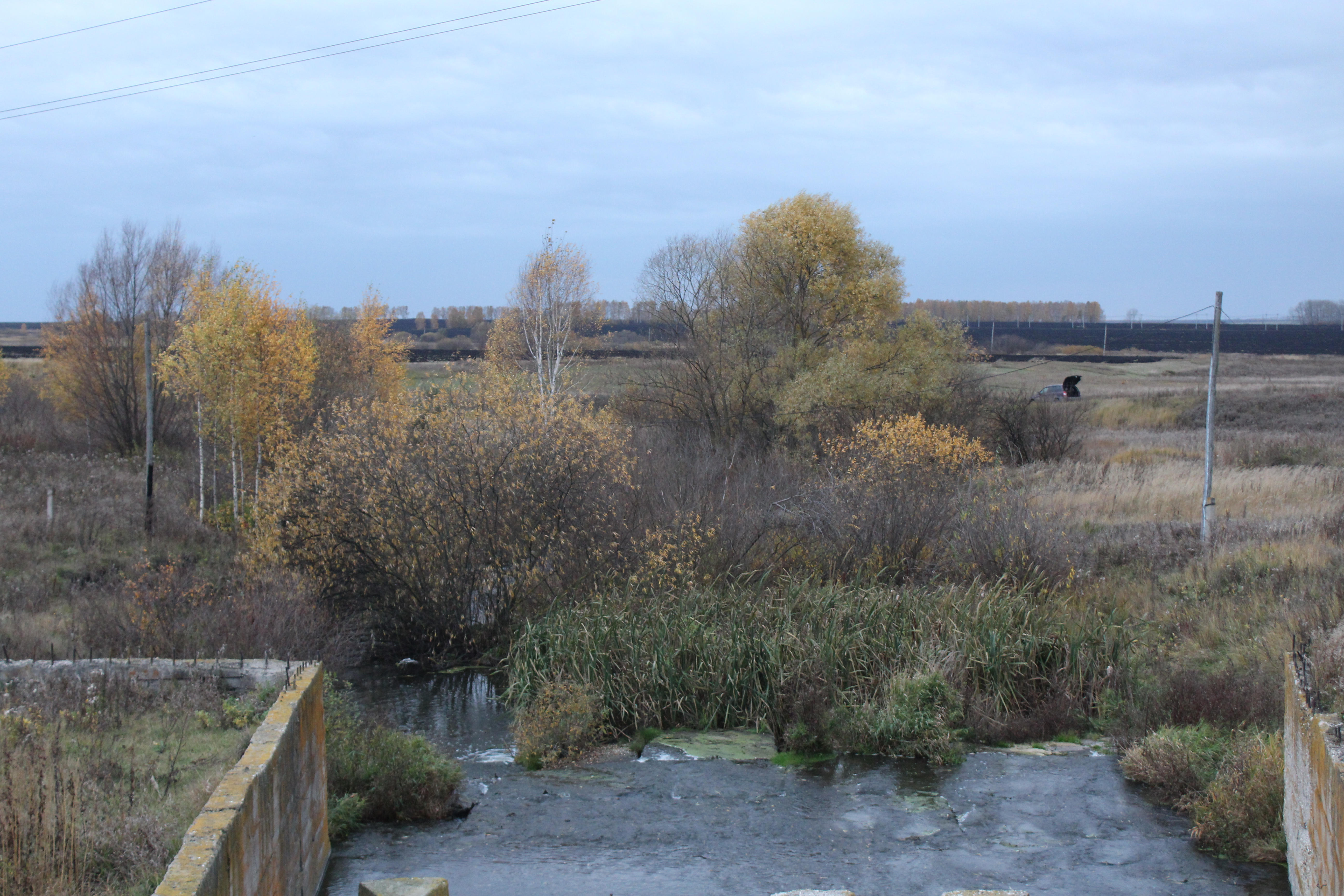
Река Нуя вид c моста у плотины

- 3,6 км: река Мочалище (лв)
- ручей Инелей (пр)
- 12 км: река без названия (лв)
- 13 км: река Вежня (пр)
- 26 км: река Нушлейка (лв)
- 37 км: река Вечерлейка (пр)
- 42 км: река Инелей (лв)
- река Муссалейка (пр)
- ручей Кикин (пр)
- 49 км: река Бутырлейка (лв)
- 53 км: река Перпелейка (пр)
- 54 км: река Наченалка (лв)
- ручей Мордовский (пр)
- река Кочкушка (лв)
- река Палейка (лв)
- река Малая Нуя (лв)

## Данные водного реестра
По данным государственного водного реестра России относится к Верхневолжскому бассейновому округу, водохозяйственный участок реки — Алатырь от истока и до устья, речной подбассейн реки — Сура. Речной бассейн реки — (Верхняя) Волга до Куйбышевского водохранилища (без бассейна Оки).
Код объекта в государственном водном реестре — 08010500212110000038642.